# Голубой огонёк
«Голубо́й огонёк» — музыкально-развлекательная телепрограмма, выходившая в эфир на Первой программе Центрального телевидения СССР с 6 апреля 1962 по 1987 год.
С декабря 1998 года выходит ежегодно в новогоднюю ночь на телеканале «Россия» под названием «Голубой огонёк на Шаболовке». Обычно повторяется на Старый Новый год, но дата трансляции может меняться (например, на Рождество или по пятницам января).
Изначально программа транслировалась еженедельно по выходным дням, а затем — только по праздничным и нерабочим. В выпусках «Огонька» принимали участие известные советские исполнители оперы, балета, оперетты, цирка, народной и эстрадной музыки, а также почётные гости — космонавты, Герои Советского Союза, Герои Социалистического Труда, видные военные деятели, передовики производства и многие другие представители науки и искусства. Почётный гость первого выпуска 1962 года — космонавт Юрий Гагарин.

## История

### Идея создания
Идея возникла после открытия в 1960 году молодёжного кафе в Москве на улице Горького. В нём проходили всевозможные диспуты, выступали артисты, поэты читали свои стихи. В музыкальной редакции ЦТ была создана творческая группа в составе заведующего отделом эстрады Виктора Черкасова, режиссёров Юрия Богатырёва и Алексея Габриловича, редактора Валентины Шатровой. Сначала совместно с руководителями молодёжного кафе планировали вести прямые трансляции из зала, но скоро от идеи отказались в пользу самостоятельной телепередачи. При этом атмосферу кафе сохранили, поставив столики и придумав фабулу: известные деятели культуры, театра и кино, передовики производства как бы заходят в кафе на чашечку кофе.

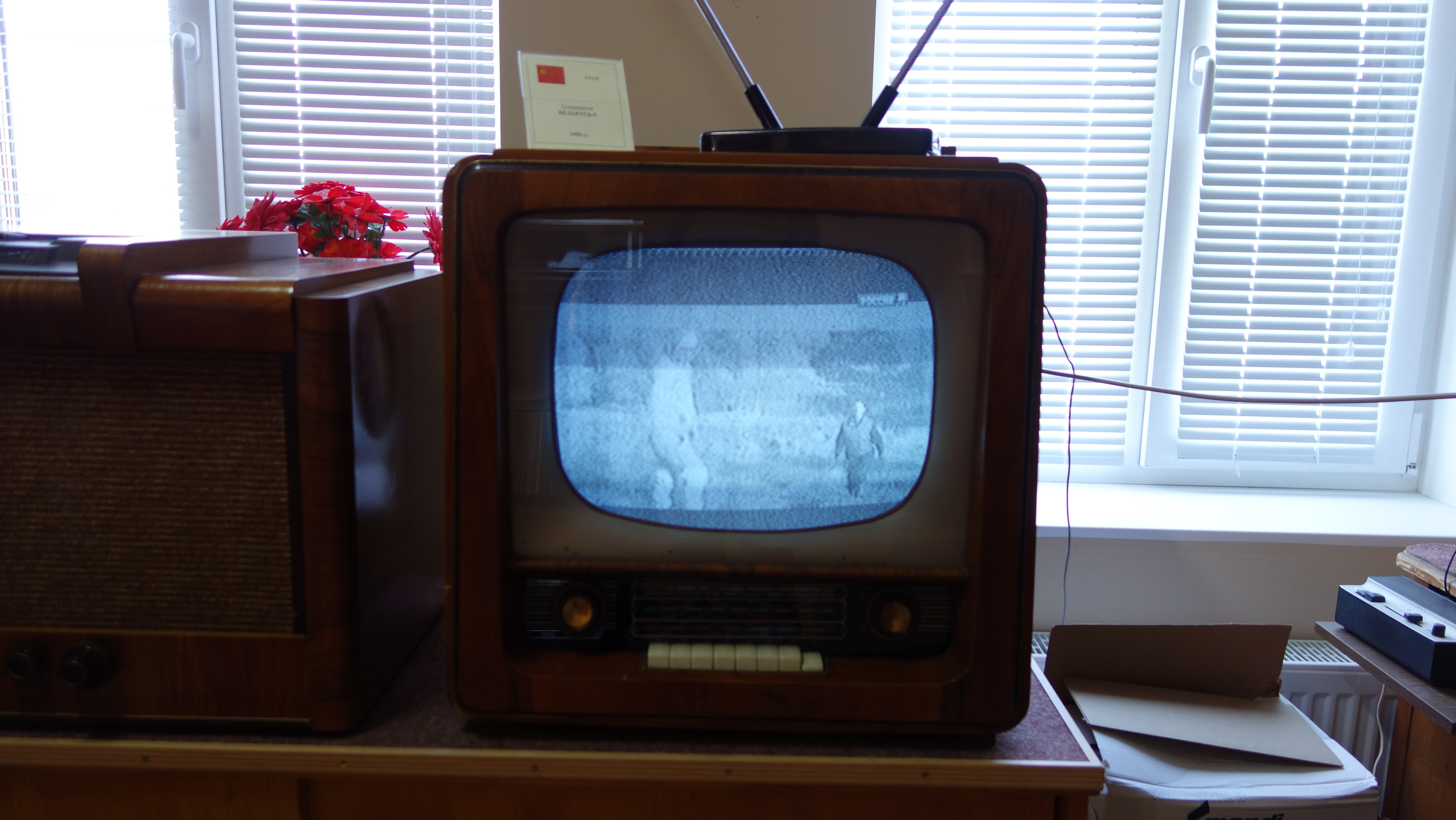
Голубое свечение экрана чёрно-белого телевизора

Изначально программа называлась «Телевизионное кафе», затем — «На огонёк», после — «На голубой огонёк» (имелся в виду голубоватый свет экрана чёрно-белого телевизора) и, наконец, — «Голубой огонёк».

### В эфире
6 апреля 1962 года программа впервые вышла в эфир. Ведущие переходили от столика к столику и стремились создавать непринужденную атмосферу тёплого, дружеского общения. Первым ведущим программы был актёр Алексей Полевой, а в последующем — актёр Михаил Ножкин и певица Эльмира Урузбаева.
Директор первого выпуска 1962 года Аркадий Евгеньевич Алексеев предлагал, чтобы самого известного человека планеты 1962 года Юрия Гагарина представляли в выпуске наравне с другими видными гостями, военными, деятелями культуры и советской науки, так как внимание телезрителя к легенде 1961—1962 года было настолько велико, что остальной материал телепередачи в тот год терялся на его фоне: каждый хотел посмотреть на первого космонавта в истории человечества.
Первоначально «Голубые огоньки» выходили еженедельно по субботам с 23:00 до 0:00, а затем только по праздникам: 8 марта, 1 мая, на Новый год. 15 февраля 1964 года вышел юбилейный 100-й выпуск. В 1960-е годы съёмки проводились в «Телевизионном театре» (сейчас «Дворец на Яузе»), а затем в Останкино. После открытия большой студии (600 м²) возможности расширились: стали приглашать эстрадные оркестры, хореографические коллективы, солистов оперы и балета Большого театра, Музыкального театра им. Станиславского и Немировича-Данченко, артистов театра оперетты. Одна из передач снималась в цирке на Цветном бульваре, ведущими были известные клоуны, а гостями — артисты цирка и эстрадные певцы. Гости сидели за столиками, расставленными на манеже.
«Огонёк» к Новому 1964 году был снят в конце 1963 года в двух частях, двумя разными группами: первая, предновогодняя (режиссёр Эдуард Абалов) представляет собой постановочный фильм-концерт с обилием комбинированных съёмок; вторая часть сделана режиссёром Е. Ситниковой в более неформальной, естественной атмосфере, как бы «в прямом эфире».
В «Огоньках» выступали ведущие деятели культуры и искусства, а гостями были передовики производства, космонавты, видные военные, деятели науки и искусства, также гости из зарубежных стран. Непременными атрибутами новогодних «Голубых огоньков» была довольно непринуждённая атмосфера, которую подчёркивал серпантин, летающий по студии, шампанское и угощения. В выпусках 1960-х и 1970-х годов за столиками в студии сидели все участники — и выступающие артисты, и приглашённые гости. Участники программы поочерёдно поздравляли телезрителей с событием, по поводу которого все собрались, после чего артисты поднимались на сцену для выступления. Позднее «Голубые огоньки» приобрели форму театрализованного представления.
С 1987 года, во времена перестройки, новогодние телеконцерты перестали называться «Голубыми огоньками». 1 января 1988 года в эфир вышла необычная новогодняя телепрограмма. Съёмки проходили в разных концах Москвы: в ресторане «Арбат», в музее-заповеднике «Коломенское», в концертной студии «Останкино» и в телецентре «Останкино». Среди участников Марина Капуро с перепевкой известного хита шведской группы ABBA «С новым годом», а также Алла Пугачёва и Валерий Леонтьев, которые находились в Дели с концертами в рамках Фестиваля СССР в Индии. В финале была исполнена песня «Замыкая круг».

### Современность
С 1994 года на телеканале «РТР» выходила музыкально-развлекательная новогодняя программа. В конце 1990-х годов телеканал решил возродить традицию новогодних «Голубых огоньков». Первый выпуск воссозданной передачи состоялся в новогоднюю ночь 1999 года. Снимается в павильоне киностудии «Мосфильм», таким образом всё, что осталось в передаче от Шаболовки — это Шуховская башня в декорациях (её можно увидеть в заставке программы).
Продолжительное время в шоу исполнялись песни не только уже известные, но и с изменёнными текстами в соответствии с событиями за прошедший или грядущий год (к примеру, «Пять минут» с разными словами в исполнении присутствующих знаменитостей, начиная от «Огонька-2005»). Их писали Алексей Каранович и Светослав Пелишенко. Вплоть до своей смерти сценаристом также являлся бывший художественный руководитель команды КВН «Одесские джентльмены» Ян Гельман, до «Огонька-2014» — ведущие авторы театра «КВН ДГУ» Григорий Гельфер и Евгений Гендин, до «Огонька-2022» — Игорь Осипов и Олег Россиин.
Начиная с декабря 2008 по декабрь 2021 года в иных декорациях, но в том же павильоне и силами той же творческой группы проходили съёмки аналогичного по построению проекта «Новогодний парад звёзд», который выходил в эфир в последние часы 31 декабря и завершался перед обращением президента России. Название «Голубой огонёк» сохранила та часть новогоднего эфира, которая выходит после полуночи.

## Ведущие

### 1962—1986 (СССР)
- Алексей Полевой
- Людмила Сухолинская и Юрий Благов (выпуск 1962 года, посвящённый цирку[20][нет в источнике])
- Лев Миров
- Марк Новицкий
- Татьяна Шмыга (ведущая новогоднего «Голубого огонька» в 1965—1966 гг.)
- Михаил Ножкин
- Эльмира Уразбаева
- Анна Шатилова
- Алла Пугачёва (ведущая новогоднего «Голубого огонька-1977»[6])
- Игорь Старыгин (ведущий новогоднего «Голубого огонька-1977»)
- Станислав Микульский (ведущий новогоднего «Голубого огонька-1977»)
- Валерий Золотухин (ведущий новогоднего «Голубого огонька-1979»)
- Николай Караченцов (ведущий новогоднего «Голубого огонька-1979»)
- Олег Соколовский (1972)
- Татьяна Судец (с 1972)
- 1963: Игорь Кириллов, Анна Шилова, Светлана Моргунова, Валентина Леонтьева, Евгений Суслов, Светлана Жильцова
- 1964: Игорь Кириллов, Анна Шилова, Светлана Моргунова, Светлана Жильцова, Виктор Балашов, Владимир Ухин, Нина Кондратова
- 1965 («Новогодняя ярмарка»): Игорь Кириллов, Анна Шилова, Виктор Балашов, Нина Кондратова и Олег Попов
- 1966 («Новогодний календарь»):
- 1967 («Сказки русского леса»): Олег Анофриев, Евгений Леонов, Виктор Хохряков
- 1968 («Самая высокая…»): Галина Писаренко, Василий Меркурьев, Всеволод Сафонов, Николай Рыбников и Владимир Белокуров.
- 1969 («Друзьям голубого экрана»): Игорь Кириллов, Валентина Леонтьева, Виктор Балашов, Нина Кондратова, Светлана Моргунова, Нонна Бодрова
- 1970: в новогоднюю ночь вышел фильм-концерт «Похищение»
- 1971: ведущего не было
- 1973: Людмила Сухолинская и Юрий Благов
- 1980: Валентина Леонтьева, Анна Шилова и Игорь Кириллов
- 1981: Андрей Мартынов и Марина Бурцева
- 1982: Татьяна Веденеева, Лев Лещенко, Владимир Конкин
- 1983: Владимир Басов, Ирина Мирошниченко и Александр Михайлов
- 1984: Михаил Державин, Майя Сидорова, Татьяна Ромашина
- 1985: ведущего не было
- 1986: Александр Абдулов и Семен Фарада, Леонид Ярмольник и Лариса Удовиченко
- 1987: ведущего не было
- 1988 («Новогоднее представление»): Илья Олейников, Владимир Границын, Александр Ширвиндт, Михаил Державин, Юрий Николаев, Сергей Минаев
- 1989 («Новогоднее представление»): Татьяна Веденеева, Всеволод Ларионов, Семён Фарада, Евгений Евстигнеев, Марина Бурцева, Виктор Павлов, Леонид Ярмольник, Ерванд Арзуманян

### С 1998 года (Российская Федерация)
- 1999: Владимир Березин, Левон Оганезов, Игорь Угольников, Михаил Швыдкой, Сергей Шустицкий, Сергей Минаев
- 2000: Алла Пугачёва и Михаил Швыдкой, Евгений Петросян и Светлана Моргунова, Марина Могилевская и Владимир Березин, Сергей Шустицкий и Сергей Минаев
- 2001: Михаил Задорнов, Алла Пугачёва, Марина Могилевская и Василий Кикнадзе, Левон Оганезов
- 2002: Татьяна Веденеева и Михаил Задорнов, Марина Могилевская и Василий Кикнадзе, Сергей Шустицкий, Левон Оганезов
- 2003: Татьяна Веденеева и Михаил Задорнов, Марина Голуб и Левон Оганезов
- 2004: Наташа Королёва и Иван Ургант[21], Леонид Ярмольник и Татьяна Веденеева[21], Кристина Орбакайте[21], Илья Олейников и Юрий Стоянов[21]
- 2005: Иван Ургант и Кристина Орбакайте, Николай Басков и Оксана Фёдорова, Илья Олейников и Юрий Стоянов, Новые русские бабки
- 2006: Николай Басков, Кристина Орбакайте, Алексей Чумаков, Новые русские бабки
- 2007: Кристина Орбакайте, Алла Пугачёва, Новые русские бабки
- 2008: Анастасия Заворотнюк и Николай Басков, Дмитрий Губерниев и Мария Ситтель, Михаил Зеленский
- 2009: Максим Галкин, Дмитрий Губерниев, Оксана Фёдорова и Анна Семенович
- 2010: Николай Басков и Оксана Фёдорова, Дмитрий Губерниев и Мария Ситтель
- 2011: Николай Басков и Алла Пугачёва, Дмитрий Губерниев и Мария Ситтель, Лера Кудрявцева и Сергей Лазарев
- 2012—2013: Николай Басков и Ольга Шелест, Дмитрий Губерниев и Мария Ситтель, Филипп Киркоров
- 2014: Николай Басков и Валерия, София Ротару и Дмитрий Губерниев, Лера Кудрявцева и Сергей Лазарев
- 2015: Николай Басков и Анастасия Макеева, Дмитрий Губерниев и Мария Ситтель
- 2016: Николай Басков и Анастасия Макеева, Юрий Гальцев и Нонна Гришаева, Дмитрий Губерниев и Мария Ситтель
- 2017: Николай Басков и Наталия Медведева, Юрий Гальцев и Нонна Гришаева, Дмитрий Губерниев и Мария Ситтель
- 2018: Николай Басков и Наталия Медведева, Кристина Орбакайте и Андрей Малахов, Юрий Гальцев и Нонна Гришаева
- 2019: Николай Басков и Наталия Медведева, Андрей Малахов и Анна Ковальчук
- 2020: Николай Басков и Наталия Медведева, Дмитрий Губерниев и Мария Ситтель, Андрей Малахов и Анна Ковальчук
- 2021—2022: Николай Басков и Наталия Медведева, Мария Ситтель и Андрей Малахов
- 2023: Николай Басков и Ангелина Вовк[22], Андрей Малахов[22] и Татьяна Веденеева, Дмитрий Губерниев и Мария Ситтель.
- 2024—2025: Николай Басков и Татьяна Веденеева, Андрей Малахов и Мария Ситтель, Дмитрий Губерниев